# Qarqan He
Qarqan He (kinesiska: 车尔臣河) är ett vattendrag i Kina.   Det ligger i provinsen Xinjiang, i den västra delen av landet, 2 400 km väster om huvudstaden Peking.
I trakten råder ett kallt ökenklimat. Årsmedeltemperaturen i trakten är 15 °C. Den varmaste månaden är juli, då medeltemperaturen är 32 °C, och den kallaste är december, med −7 °C. Genomsnittlig årsnederbörd är 53 millimeter. Den regnigaste månaden är juni, med i genomsnitt 21 mm nederbörd, och den torraste är april, med 1 mm nederbörd.